# Iglesia de San Esteban (Ciaño)
La Iglesia de San Esteban es un templo de origen románico ubicado en la parroquia de Ciaño, en el municipio asturiano de Langreo (España). Conserva de su primitiva fábrica dos portadas: la de los pies o de acceso principal, situada al oeste, y la Sur, posiblemente de finales del siglo XII o principios del siglo XIII. A principios del siglo XX el templo sufrió una restauración historicista, neorrománica, tendiendo a concordar con lo que fue el anterior edificio.

## Descripción

### Exterior

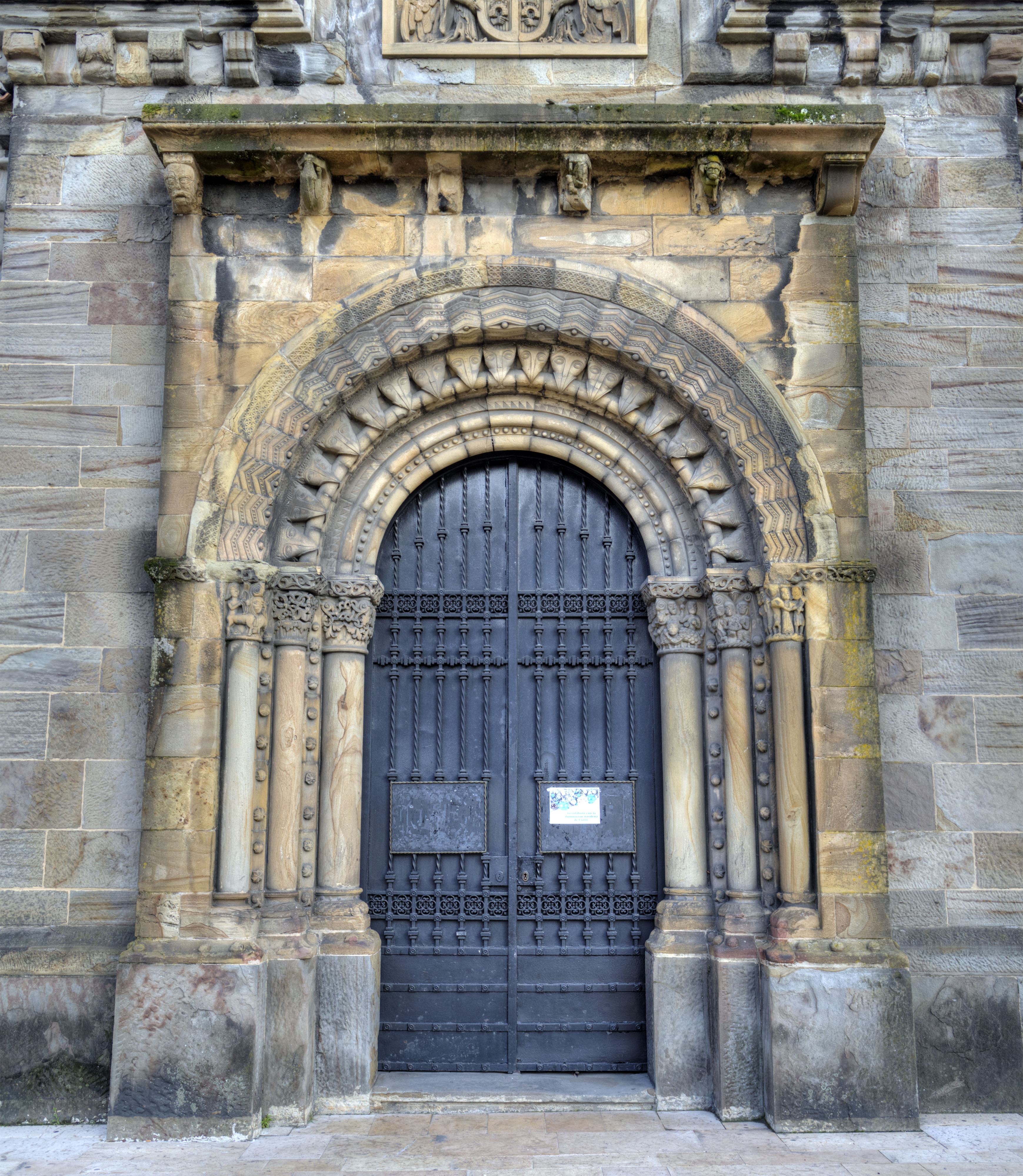
Detalle de la portada principal

Se estructura en planta de cruz latina con capillas panteón adosadas a los muros de la nave y "deambulatorio". Tiene un pórtico delantero cerrado con una torre campanario con reloj y rematada con una escultura del Sagrado Corazón, que sustituyó a un tejadillo a cuatro aguas anterior.
La portada principal, la del oeste, es la de mayor valor artístico. Está formada por un arco de medio punto con tres arquivoltas decoradas con motivos en zig-zag, picos de aves mordiendo un baquetón y boceles con bolas; apoyan en seis columnas, tres por flanco, las dos interiores más gruesas, rematadas por capiteles con variada decoración escultórica, fundamentalmente de temas vegetales estilizados y escenas humanas: en una de ellas está representado el martirio de San Esteban.
En el tejaroz la decoración es a base de motivos zoomórficos y antropomórficos.
La portada sur, en la fachada del lado de la espístola, tiene un arco ligeramente apuntado de dos vueltas, una de ellas polilobulada, que apoyan en dos machones y un par de columnillas con capiteles decorados con pájaros afrontados y sirenas; el guardapolvos y la imposta son ajedrezados. Estas dos portadas románicas, por su decoración tan elaborada, parecen relacionarse con el taller románico de Villaviciosa.

### Interior
En el interior destaca un sencillo pero elaborado retablo de madera. La bóveda de horno está ricamente decorada. Cuenta con un órgano en el coro. Cuenta con otro retablo dedicado a Santa Bárbara y otro con Cristo Crucificado.